# Maks Čelić
Maks Juraj Čelić (ur. 8 marca 1996 w Zagrzebiu) – chorwacki piłkarz występujący na pozycji środkowego obrońcy lub defensywnego pomocnika we włoskim klubie ACR Messina.